# سيرك الحيوانات المتوهمة (مجموعة قصصية)
سيرك الحيوانات المتوهمة هي مجموعة قصصية للكاتب المغربي أنيس الرافعي صدرت عن دار خطوط وظلال - الأردن سنة 2021 ٍ يقع المؤلف في 186 صفحة من الحجم الصغير. فازت سنة 2023 بجائزة الملتقى للقصة القصيرة في الكويت في دورتها الخامسة، والتي يترأسها الروائي والقاص طالب الرفاعي.

## نبذة عن الكتاب
في هذا الكتاب، اشتغل أنيس الرافعي على فكرة تخييل الحيوان، ووظف المونولوغات التي تترجم نظرة الحيوان إلى البشر وما يرتكبه من حماقات وفظاعات في هذا الوجود. فأصبحت حيوانات الرافعي تنتقد البشر، كما أن الكاتب وظف حضور الحيوان العجائبي في التراث العربي ككتاب كليلة ودمنة. أراد أنيس الرافعي أن يجد على حد تعبيره، صورة للحياة والوجود في سيرك مقلوبة فيه الأدوار بين الإنسان والحيوان، هذا السيرك ينتهي بحريق كبير يخلف الكثير من الرماد، لكن بعد ذلك يأتي تجار الرماد ليعيدوا بيع هذا الرفات.

## المكتوب والمرسوم
رسم الغلاف وصفه الكاتب في إحدى المجلات، بأنه حقيبة رسومات ومنولوجات"، وبأنه "سرد". إن المجموعة القصصية بذاتها تضم رسوماتٍ الفنان التشكيلي الأردني محمّد حسن العامري. فصار العمل يعتمد على "ساردٍ يختلق الحيوان وفنّانٍ يروّضه بالألوان" ،

## مونولوغات الحيوانات
البلشون (طائر)
الكركدن
الكنغر
الدبّ
التمساح
القندس
السحلية
النمر
الحمار الوحشي
آكل النمل
الضفدع
القرد

## أسلوب المجموعة القصصية
تتميّز مجموعة سيرك الحيوانات المتوهمة لأنيس الرافعي بأسلوب سردي تجريبي يمزج بين الخيال الرمزي والسريالية والأنثروبولوجيا السردية، حيث يُمنَح صوت السرد للحيوانات في شكل مونولوجات تنتقد الإنسان وسلوكياته داخل سيرك متخيل. يبتعد الكاتب عن البناء التقليدي للقصة القصيرة، ويعتمد على تفكيك المعاني وتوظيف الرمز، مستلهمًا من تراث كليلة ودمنة ومن السرد البصري عبر رسومات محمد حسن العامري. يشكل الحريق الختامي والانبعاث الرمادي صورة عبثية لدورة الحياة والانهيار، في تجربة سردية متعددة الطبقات تمزج النص بالتصوير وتعيد تشكيل العلاقة بين الإنسان والموجودات.